# 莫伊爾區
莫伊爾區 （Moyle District Council；愛爾蘭語：Comhairle Ceantair Shruth na Maoile）是北愛爾蘭的一個區，位於北愛最北部，北臨大西洋，北愛最大離島拉斯林島隸屬本區。面積82平方公里，2006年人口 16,500人，是北愛以至英國人口最少的郡級單位。區行政中心為巴利卡斯爾。
被列入世界遺產名錄的巨人之路位於本區。